# Spermacoce polyphylla
Spermacoce polyphylla är en måreväxtart som beskrevs av Vell.. Spermacoce polyphylla ingår i släktet Spermacoce och familjen måreväxter. Inga underarter finns listade i Catalogue of Life.